# Христо Цветков
Христо Цветков (болг. Христо Цветков Поповски; 1877, Кономлади — вересень 1934, Ново-Кономлади) — болгарський революціонер, активіст Внутрішньої македонсько-одринської революційної організації.

## Біографія
Народився в 1877 році в селі Кономлади, Османська імперія, сьогодні Макрохори, Греція. В 1900 році приєднався до Внутрішньої македонсько-одринської революційної організації.
Влітку 1903 році взяв участь у Ілінденському повстанні.
Помер у 1934 році в селі Ново-Кономлади. У 1996 році в центрі села йому було виявлено пам'ятник.

## Фотогалерея

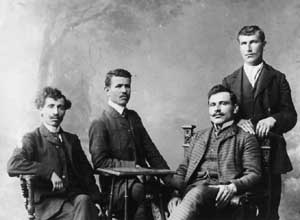
Христо Цветков, Андон Юруков, Пандо Сидов і Васил Іванов
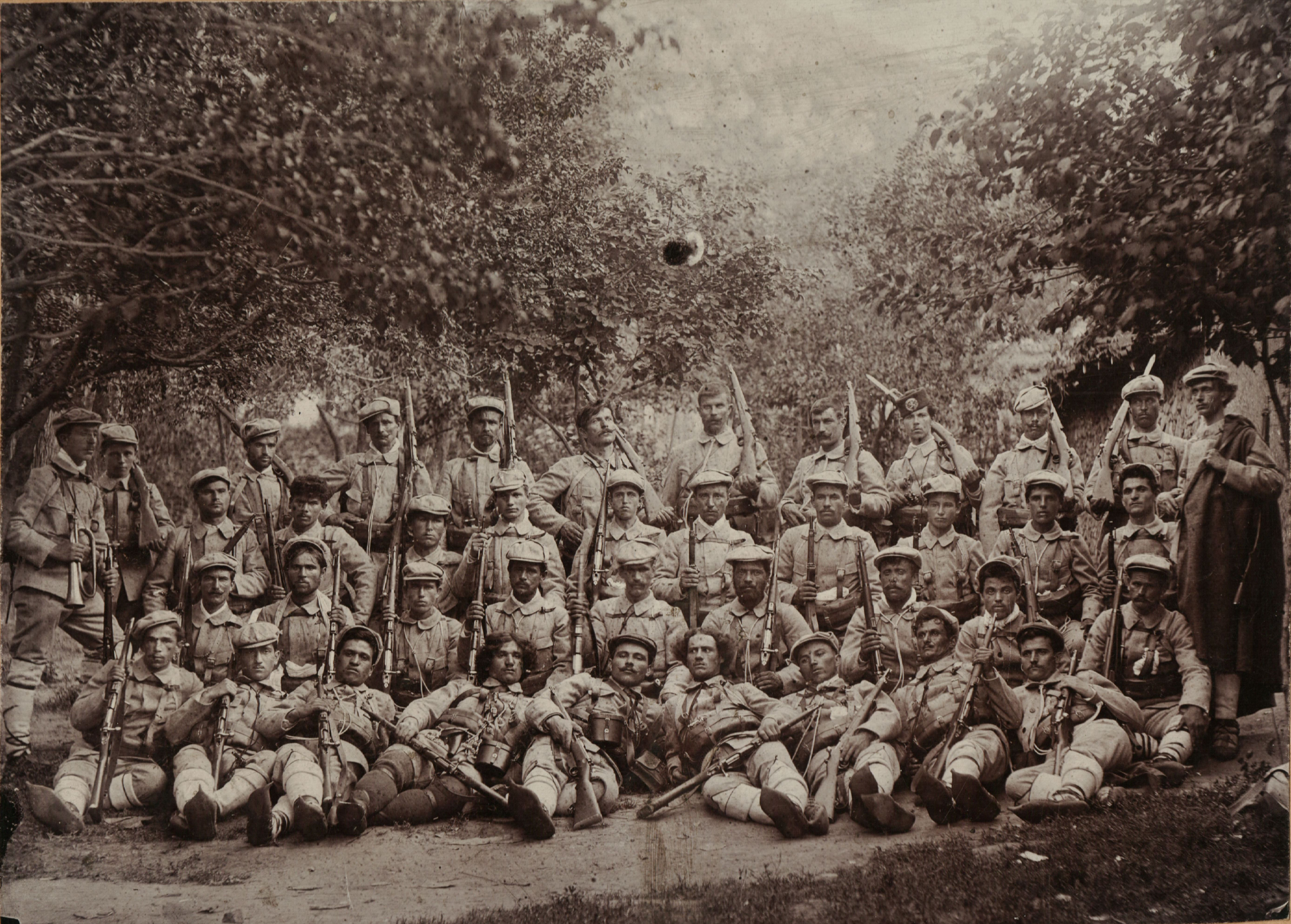
Христо Цвєтков, 1907. Джерело: Державне агентство архівів
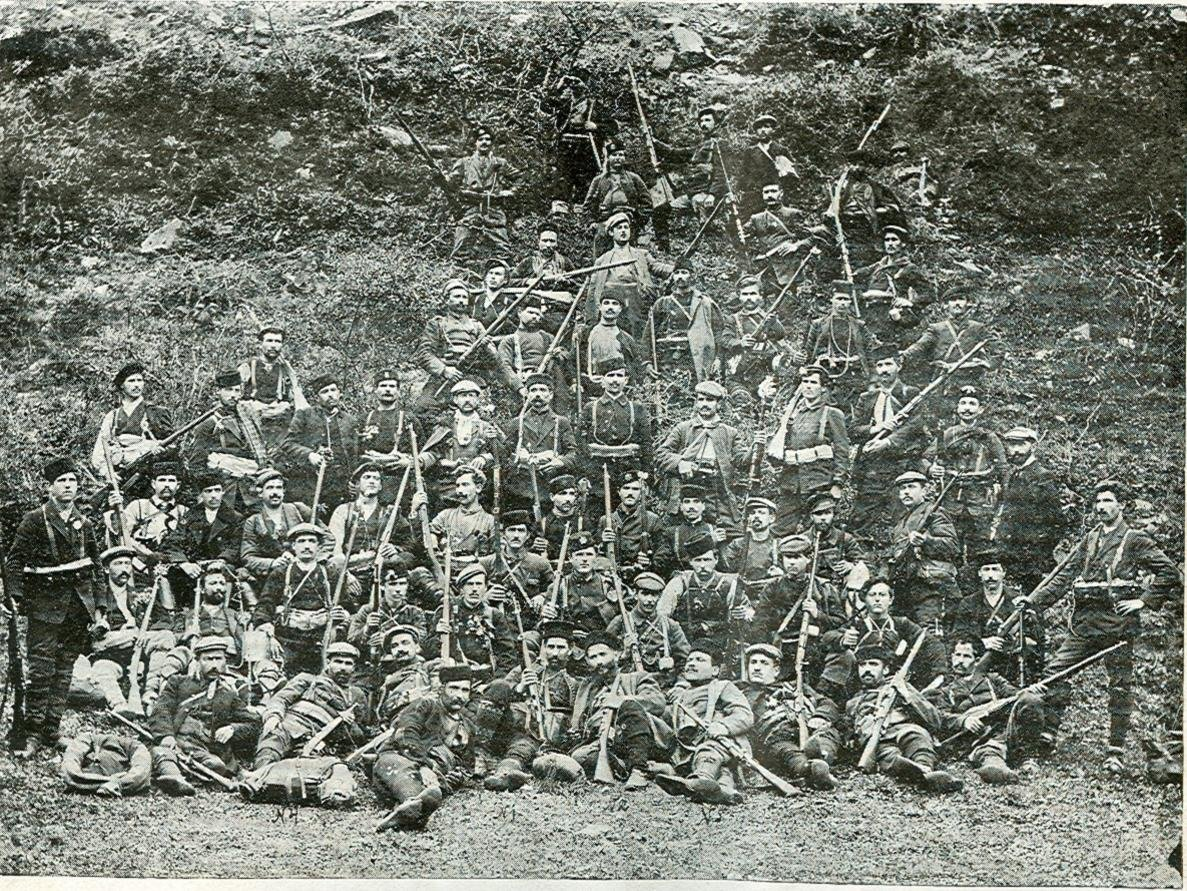
250п
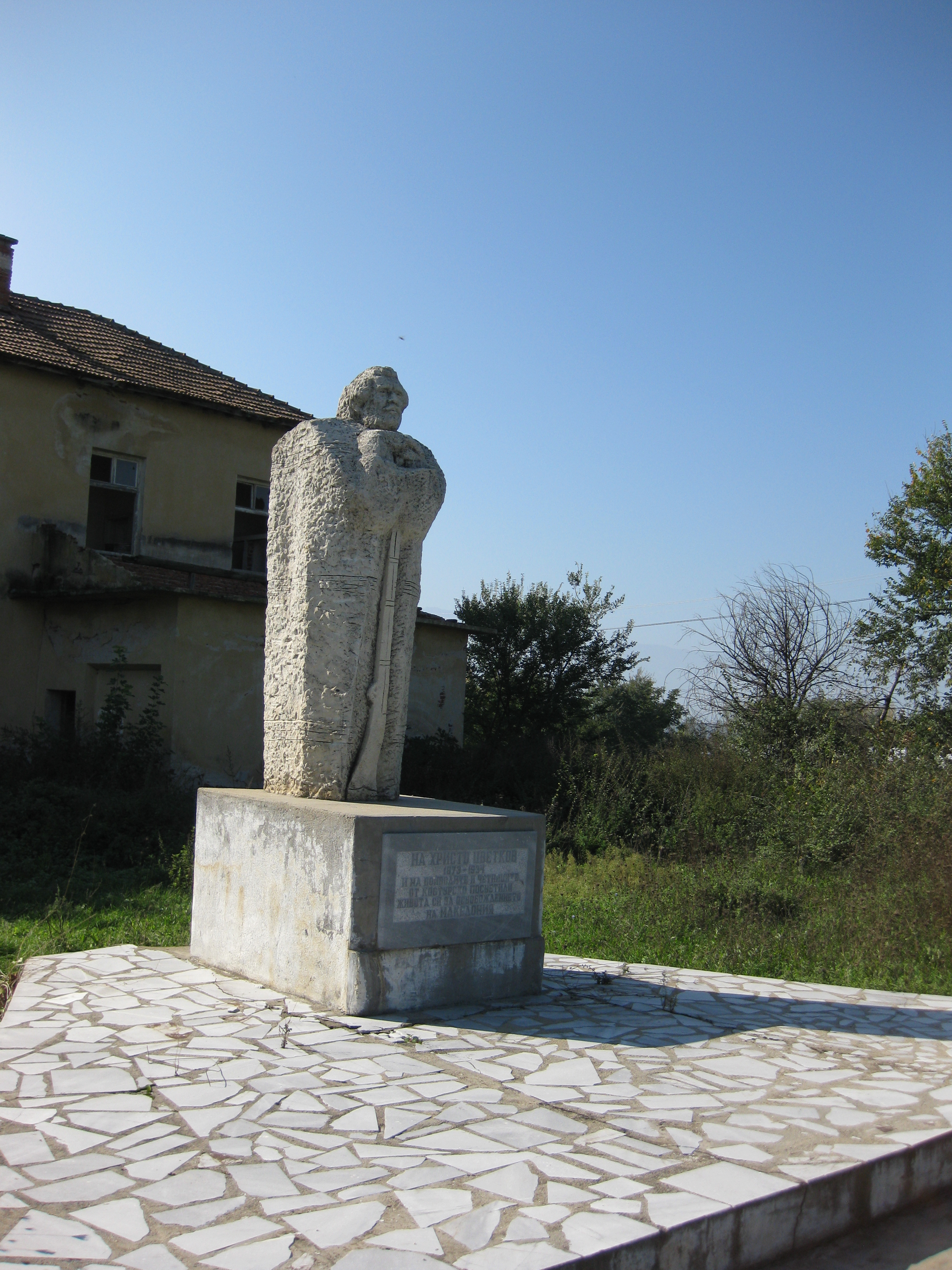
Памятник Христо Цветкову в селі Ново-Кономлади